# 马多娜·哈里斯
马多娜·哈里斯（英語：Madonna Harris，1956年8月15日—），新西兰女子越野滑雪、自行车运动员。她曾代表新西兰参加1990年英联邦运动会自行车比赛，获得女子3000米个人追逐赛金牌。